# Stratford (Nueva Jersey)
Stratford es un borough ubicado en el condado de Camden en el estado estadounidense de Nueva Jersey. En el año 2010 tenía una población de 7.040 habitantes y una densidad poblacional de 1.717,07 personas por km².

## Geografía
Stratford se encuentra ubicado en las coordenadas 39°49′44″N 75°0′49″O / 39.82889, -75.01361.

## Demografía
Según la Oficina del Censo en 2000 los ingresos medios por hogar en la localidad eran de $50,977 y los ingresos medios por familia eran $57,500. Los hombres tenían unos ingresos medios de $42,246 frente a los $29,153 para las mujeres. La renta per cápita para la localidad era de $21,748. Alrededor del 4.6% de la población estaba por debajo del umbral de pobreza.